# Jęzornik
Jęzornik (Glossophaga) – rodzaj ssaków z podrodziny jęzorników (Glossophaginae) w obrębie rodziny liścionosowatych (Phyllostomidae).

## Rozmieszczenie geograficzne
Rodzaj obejmuje gatunki występujące od Meksyku przez Amerykę Centralną i Południową do północnej Argentyny.

## Morfologia
Długość ciała (bez ogona) 42–75 mm, długość ogona 4–12 mm, długość ucha 9–17 mm, długość tylnej stopy 6–15 mm, długość przedramienia 32–41 mm; masa ciała 7–17 g.

## Systematyka
Rodzaj zdefiniował w 1818 roku francuski przyrodnik Étienne Geoffroy Saint-Hilaire w artykule zatytułowanym O nowych nietoperzach nazwanych Glossophages opublikowanym na łamach „Mémoires du Muséum d’Histoire Naturelle”. Gatunkiem typowym jest (oznaczenie monotypowe) jęzornik ryjówkowaty (G. soricina). 

### Etymologia
- Glossophaga (Glassophoga, Glossiphaga): gr. γλωσσα glōssa ‘język’; -φαγος -phagos ‘-jedzący’, od φαγειν phagein ‘jeść’[11].
- Phyllophora: gr. φυλλοφορος pullophoros ‘przynoszący liście’, od φυλλον phullon ‘liść’; -φορος -phoros ‘noszący’, od φερω pherō ‘nosić’[12]. Gatunek typowy (oznaczenie monotypowe): Glossophaga amplexicaudata von Spix, 1823 (= Vespertilio soricinus Pallas, 1766).
- Nicon: etymologia niejasna, Gray nie podał znaczenia nazwy zwyczajowej[13]. Gatunek typowy (oznaczenie monotypowe): Nicon caudifer J.E. Gray, 1847 (= Monophyllus leachii J.E. Gray, 1844).

### Podział systematyczny
Do rodzaju należą następujące gatunki:
| Grafika | Gatunek                  | Autor i rok opisu                 | Nazwa zwyczajowa     | Podgatunki         | Rozmieszczenie geograficzne | Podstawowe wymiary                                           | Status IUCN |
| ------- | ------------------------ | --------------------------------- | -------------------- | ------------------ | --- | ------------------------------------------------------------ | ----------- |
|         | Glossophaga commissarisi | A.L. Gardner, 1962                | jęzornik dżunglowy   | 2 podgatunki       | zachodni i południowy Meksyk (na południe od Sinaloi i Veracruz) przez Amerykę Centralną do wschodniej Panamy; być może zachodnia Kolumbia; zakres wysokości: 0–2000 m n.p.m.                                                                         | DC: 4,2–6,1 cm DO: 0,4–1,1 cm DP: 3,2–3,5 cm MC: 8–11 g      | LC          |
|         | Glossophaga bakeri       | Webster & J.K. Jones, 1987        |                      | gatunek monotypowy | zachodnia Amazonia w Kolumbii, zachodnio-środkowej Gujanie, Ekwadorze, Peru i zachodniej Brazylii; zakres wysokości: do 300 m n.p.m. | DC: 5,6–6,1 cm DO: 0,5–0,7 cm DP: 3,2–3,5 cm MC: 6,8–9,2 g   | NE          |
|         | Glossophaga morenoi      | L. Martínez & Villa-Ramírez, 1938 | jęzornik zaroślowy   | 2 podgatunki       | endemit Meksyku: Colima i Michoacán na wschód do Tlaxcala i Puebla, na południowy wschód do Chiapas; zakres wysokości: 0–1500 m n.p.m. | DC: 5,7–7,5 cm DO: 0,5–1,1 cm DP: 3,2–3,7 cm MC: 7–10 g      | LC          |
|         | Glossophaga leachii      | (J.E. Gray, 1844)                 | jęzornik szary       | gatunek monotypowy | Środkowy Meksyk (Jalisco, Colima, Michoecén, Morelos, Tlaxcala) na południe wzdłuż pacyficznych zboczy do północno-zachodniej Kostaryki; zakres wysokości: 0–2380 m n.p.m.                                                                            | DC: 4,9–6,1 cm DO: 0,5–1,1 cm DP: 3,5–3,9 cm MC: 9–11 g      | LC          |
|         | Glossophaga longirostris | G.S. Miller, 1898                 | jęzornik długonosy   | 4 podgatunki       | północna i wschodnia Kolumbia, północna Wenezuela, południowo-zachodnia Gujana, północna Brazylia (Roraima) i południowe Małe Antyle; zakres wysokości: 0–2000 m n.p.m.                                                                               | DC: 5,1–7,5 cm DO: 0,4–1,1 cm DP: 3,5–4,1 cm MC: 10–17 g     | LC          |
|         | Glossophaga soricina     | (Pallas, 1766)                    | jęzornik ryjówkowaty | gatunek monotypowy | zachodni i wschodni nizinny Meksyk przez Amerykę Centralną do wschodniego Ekwadoru, wschodniego Peru, Boliwia, Paragwaj, południowa Brazylia i północna Argentyna, również Trynidad i Tobago oraz wyspa Margarita; zakres wysokości: do 2500 m n.p.m. | DC: 4,5–5,9 cm DO: 0,5–1,2 cm DP: 3,2–3,8 cm MC: 7–12 g      | LC          |
|         | Glossophaga mutica       | C.H. Merriam, 1898                |                      | gatunek monotypowy | endemit Meksyku: Islas Marías u wybrzeży Nayarit | DC: 5,1–5,6 cm DO: 0,7–0,9 cm DP: 3,6–3,9 cm MC: brak danych | NE          |
|         | Glossophaga valens       | G.S. Miller, 1913                 |                      | gatunek monotypowy | na zachód od Andów w zachodnim Ekwadorze i zachodnim Peru | DC: 5–5,7 cm DO: 0,6–1 cm DP: 3,5–4 cm MC: brak danych       | NE          |
|         | Glossophaga antillarum   | Rehn, 1902                        |                      | gatunek monotypowy | endemit Jamajki: szeroka gama siedlisk subtropikalnych i tropikalnych | DC: 5,4–5,5 cm DO: 0,6–0,8 cm DP: 3,7–3,9 cm MC: brak danych | NE          |